# Afrikaanse houtduif
De Afrikaanse houtduif (Columba unicincta) is een vogel uit de familie van duiven (Columbidae).

## Verspreiding en leefgebied
Deze soort komt voor van Equatoriaal-Guinea tot Ghana, oostelijk Nigeria tot Angola, Congo-Kinshasa en Oeganda.